# Il bosco dell'orrore
Il bosco dell'orrore (The Violent Kind) è un film del 2010 diretto da Mitchell Altieri e Phil Flores.
Film horror statunitense che intende omaggiare i classici di questo genere degli anni '70.

## Trama
Dopo la festa per celebrare il cinquantesimo compleanno della madre, in una sperduta località immersa nel verde dei boschi statunitensi, quando quasi tutti gli invitati lasciano la casa, Cody trova la sua ex-fidanzata Michelle a terra, in una pozza di sangue. Il gruppo di ragazzi cerca di aiutarla, ma Michelle aggredisce Elroy, uno dei pochi ragazzi rimasti. Cody e la sorella di Michelle, Megan, cominciano a comprendere che qualcosa non sta andando per il verso giusto. Gli strumenti elettrici e le automobili sono misteriosamente fuori uso.
Cody va in cerca di un eremita per vedere se quest'ultimo ha un'auto per portare Michelle in città, ma scopre che l'uomo è stato barbaramente ucciso. Nota vari ritagli di giornali che ritraggono persone scomparse. Shade dà un'occhiata a Michelle, ma viene subito aggredita da quest'ultima; Shade cerca di difendersi ma Michelle sviluppa una forza tanto mostruosa che Shade, per salvarsi, è costretta a tagliare alcune dita della mano dell'amica. Col sangue delle ferite Michelle scrive strane lettere sulla parete della stanza in cui è rinchiusa.
Cody e Q litigano per divergenze di opinioni: stanno infatti decidendo sull’opportunità di fuggire dalla casa o restare: finiscono per colpirsi davanti alle ragazze e Q decide di andarsene.
Una strana luce fuoriesce dalla stanza dove è rinchiusa Michelle, che uccide tutte le persone che sono state morse e stordisce tutti i ragazzi, mentre un gruppo di persone si avvicina a Cody, Megan e Shade.
Il gruppo di persone dice ai ragazzi che vogliono conoscere la locazione di Michelle, Cody si rifiuta di rivelarla e per questo viene malmenato da Vernon. Quest'ultimo, come il resto del suo gruppo, dimostra di non provare dolore e di non essere umano. Jazz rapisce anche Q e lo porta di nuovo dentro la casa, torturandolo davanti agli altri ragazzi, e successivamente uccide Shade davanti agli occhi del fidanzato.
Vernon rivela di sapere già la locazione di Michelle e che con loro "stava soltanto giocando". Il gruppo di psicopatici effettua un rituale insieme a Michelle: avvengono alcuni eventi paranormali. Q riesce a liberarsi e spara con il fucile a Munderball, altro membro del gruppo antagonista, ma viene successivamente ucciso da Jazz. Questo dà l'opportunità a Cody e Megan di fuggire.
Cody e Megan vengono raggiunti da Vernon. Lo psicopatico rivela loro che li lascerà andare, che li ha presi in simpatia, ma che sarebbe stato meglio se fossero morti prima. I due ragazzi arrivano in città ma notano che stanno avvenendo gli stessi effetti paranormali che sono avvenuti nella casa. All'improvviso un gruppo di persone incomincia a guardare i due ragazzi, mentre da lontano una nave aliena si avvicina a loro.

## Produzione
Secondo i registi, la pellicola doveva essere un omaggio ai classici del 1970, dato che loro erano cresciuti guardando questi film. Hanno deciso, tuttavia, di includere soltanto elementi diversi delle diverse pellicole. Il film è stato girato in 21 giorni, le riprese, la maggior parte delle volte, si sono svolte di sera.

## Distribuzione
Il bosco dell'orrore è stato mostrato in anteprima al Sundace Film Festival nel 2010. Image Entertainment ha comprato i diritti del film nel gennaio del 2001, creando perfino una versione teatrale. È stato rilasciato nel Regno Unito il 22 luglio 2011.

## Accoglienza
La ricezione è stata alquanto negativa. Rotten Tomatoes riporta il 17% di valutazioni positive e soltanto 12 critici gli hanno dato una critica positiva. La valutazione media è stata i 3.5/10.